# Lesley Lokko
Lesley Naa Norle Lokko (Dundee, 1964) è una scrittrice e architetta scozzese con cittadinanza ghanese.

## Biografia
Cresciuta in Africa, ha studiato negli Stati Uniti e in Inghilterra. Laureata in Architettura, ha insegnato presso l'università di Città del Capo e vive tra Accra e Londra.
I suoi libri sono ambientati in tre continenti, tra Africa, Europa (principalmente Inghilterra e Francia) e America.
È stata nominata curatrice della XVIII Mostra Internazionale di Architettura – 20 maggio - 26 novembre 2023 – che avrà per titolo The Laboratory of the Future.

## Premi e riconoscimenti
- 2024 - Royal Gold Medal[2]

## Opere
- Il mondo ai miei piedi (titolo originale "Sundowners", 2004, trad. Jole Da Rin, Mondadori 2005)
- Cieli di zafferano (titolo originale "Saffron Skies", 2005, trad. Jole Da Rin, Mondadori 2006)
- Cioccolato amaro (titolo originale "Bitter Chocolate", trad. Cecilia Scerbanenco, Mondadori 2008)
- Povera ragazza ricca (titolo originale "Rich Girl, Poor Girl", 2009, trad. Roberta Scarabelli, Mondadori 2010)
- L'estate francese (titolo originale "One Secret Summer", 2010, trad. Roberta Scarabelli, Mondadori 2011)
- Un perfetto sconosciuto (titolo originale "A Private Affair", 2011, trad. Roberta Scarabelli, Mondadori 2012)
- Una donna misteriosa (titolo originale "An Absolute Deception", 2012, trad. Roberta Scarabelli, Mondadori 2013)
- Innocenti bugie (titolo originale "Little White Lies", 2014 trad. Roberta Scarabelli, Mondadori 2014)
- In amore e in guerra (titolo originale "In love and war", 2015 trad. Roberta Scarabelli, Mondadori 2015)
- La debuttante (titolo originale "The last debutante", 2016 trad. Roberta Scarabelli, Mondadori 2017)
- Amiche sorelle (trad. Roberta Scarabelli, Mondadori, 2018)